# Église Saint-Martin de Saint-Martin-des-Puits
Pour les articles homonymes, voir Église Saint-Martin.
L'église Saint-Martin de Saint-Martin-des-Puits est une église préromane située en France sur la commune de Saint-Martin-des-Puits, dans le département français de l'Aude en région Languedoc-Roussillon.
Les Vieux cyprès près de l'église ont été inscrits au titre des monuments historiques en 1951. L'Église a été classé au titre des monuments historiques en 1965.

## Description
L'église Saint-Martin est situé sur la commune de Saint-Martin-des-Puits, dans l'Aude, Languedoc-Roussillon. L'édifice est érigé en contrebas de la route à l'entrée est du village, sur la rive de l'Orbieu.
L'église est un petit édifice de plan assez simple, composé à l'est d'un chœur carré d'environ 5 m de côté, s'ouvrant sur une nef légèrement de biais, percée d'une porte au nord et d'une chapelle au sud. L'abside, l'élément le plus ancien de l'église, est de style préroman. Le chœur ouvre sur la nef par un arc outrepassé reposant sur des colonnes de remploi.
L'abside est couverte de fresques du XIIe siècle, représentant des scènes de l'Ancien Testament : Nabuchodonosor entre deux bourreaux et trois Hébreux dans la fournaise, le thème marial de l'Annonciation.

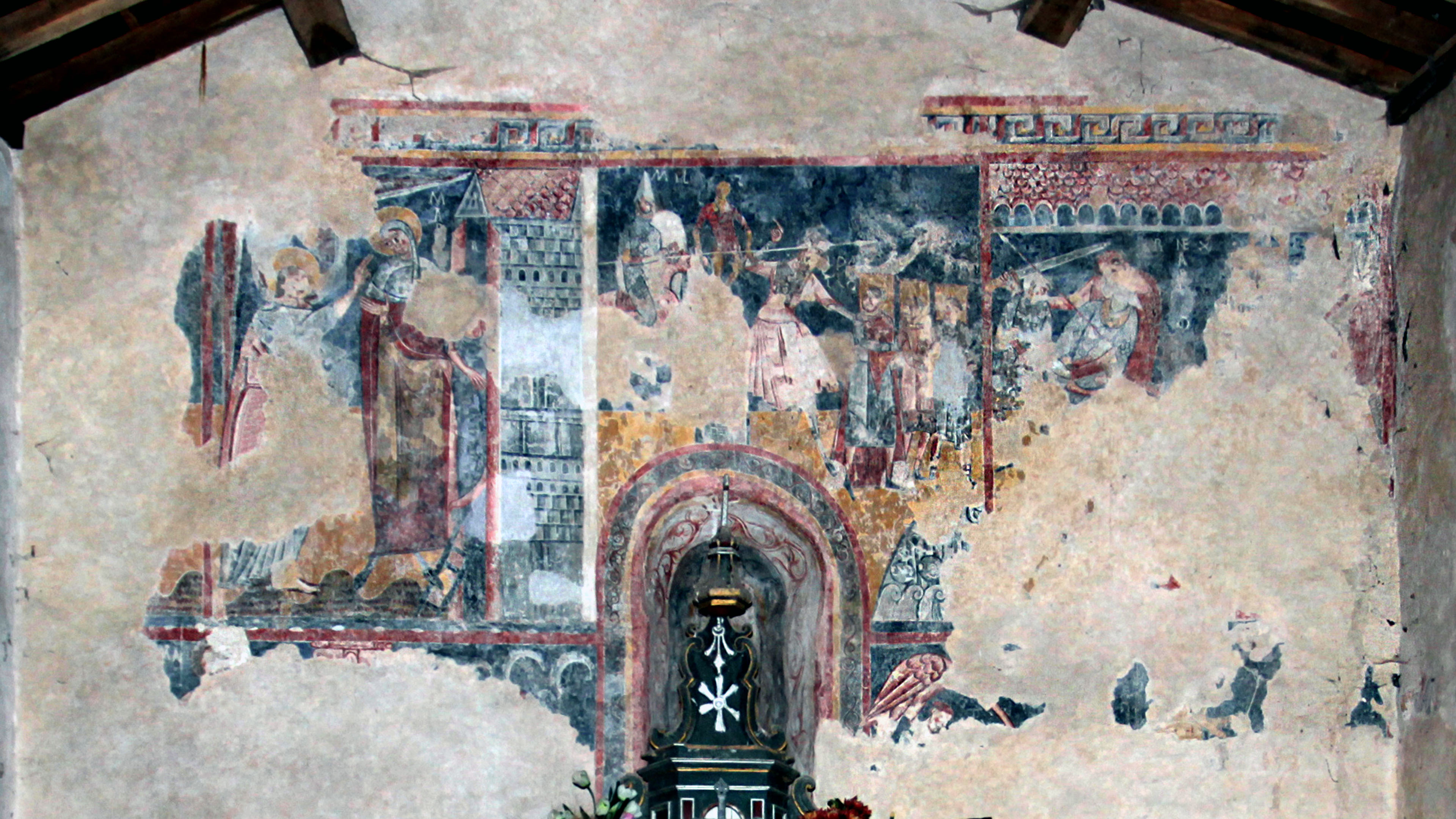
Ensemble de la fresque en 2009.
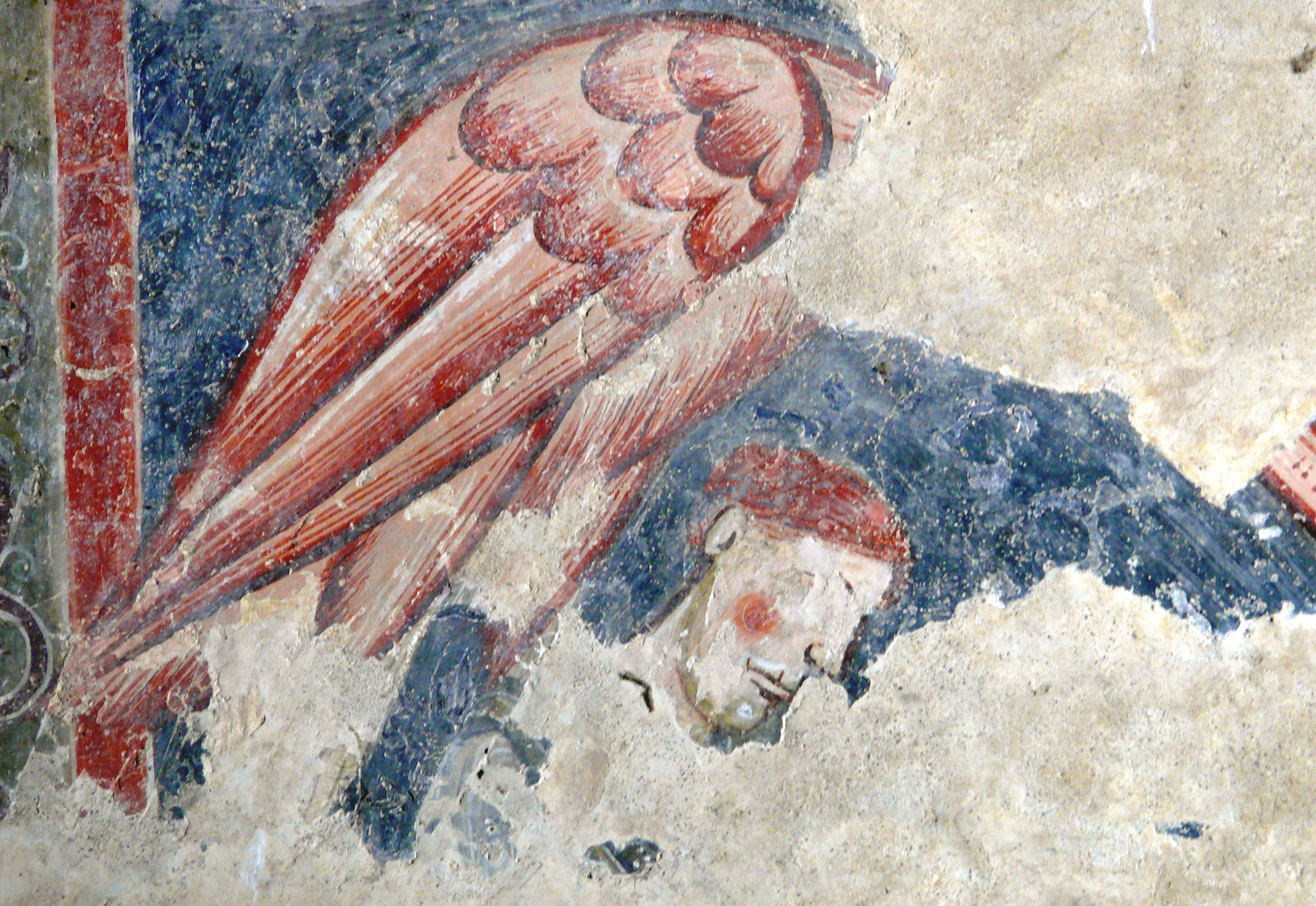
Fresque du chœur : un ange
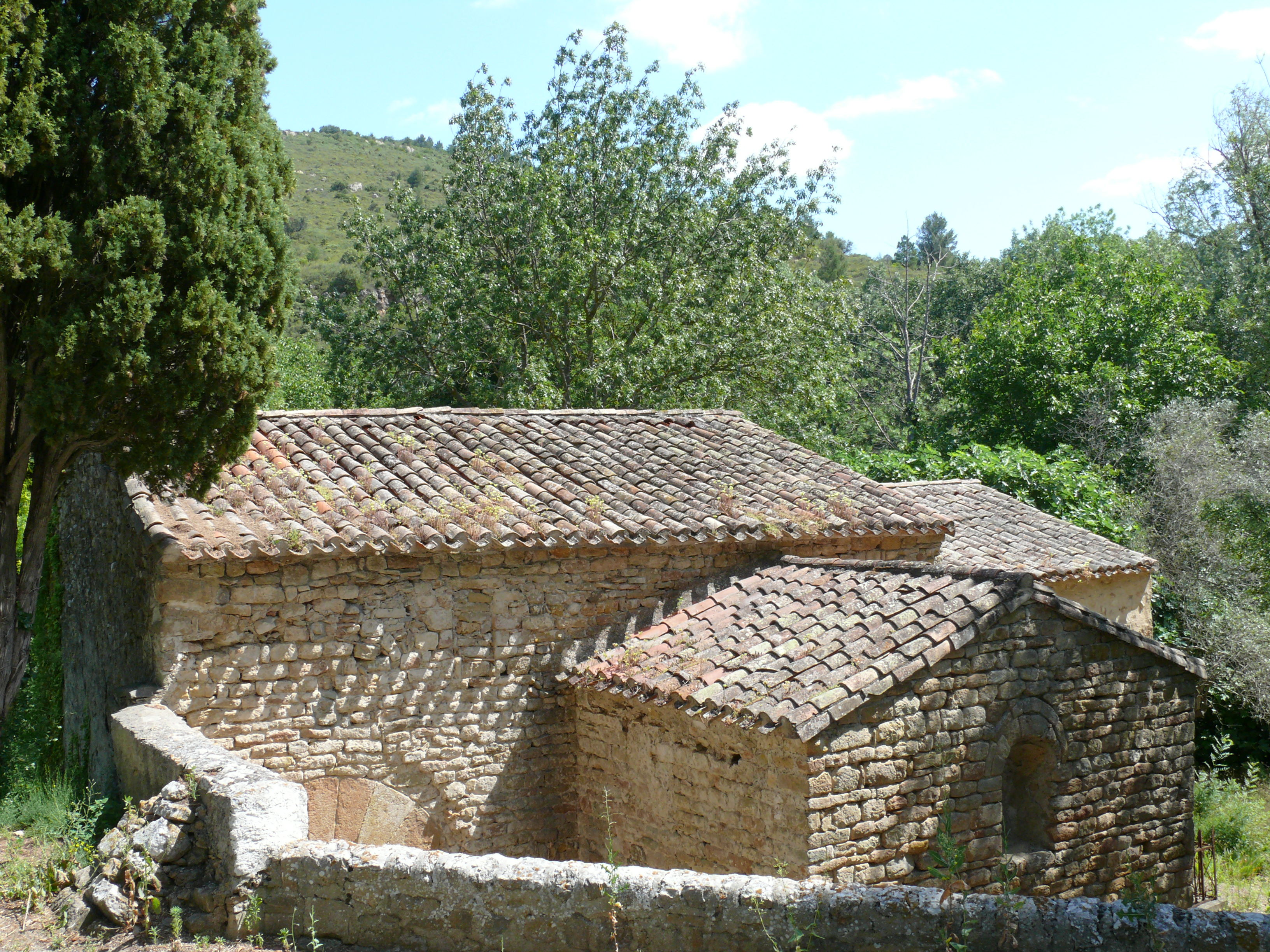
L'église
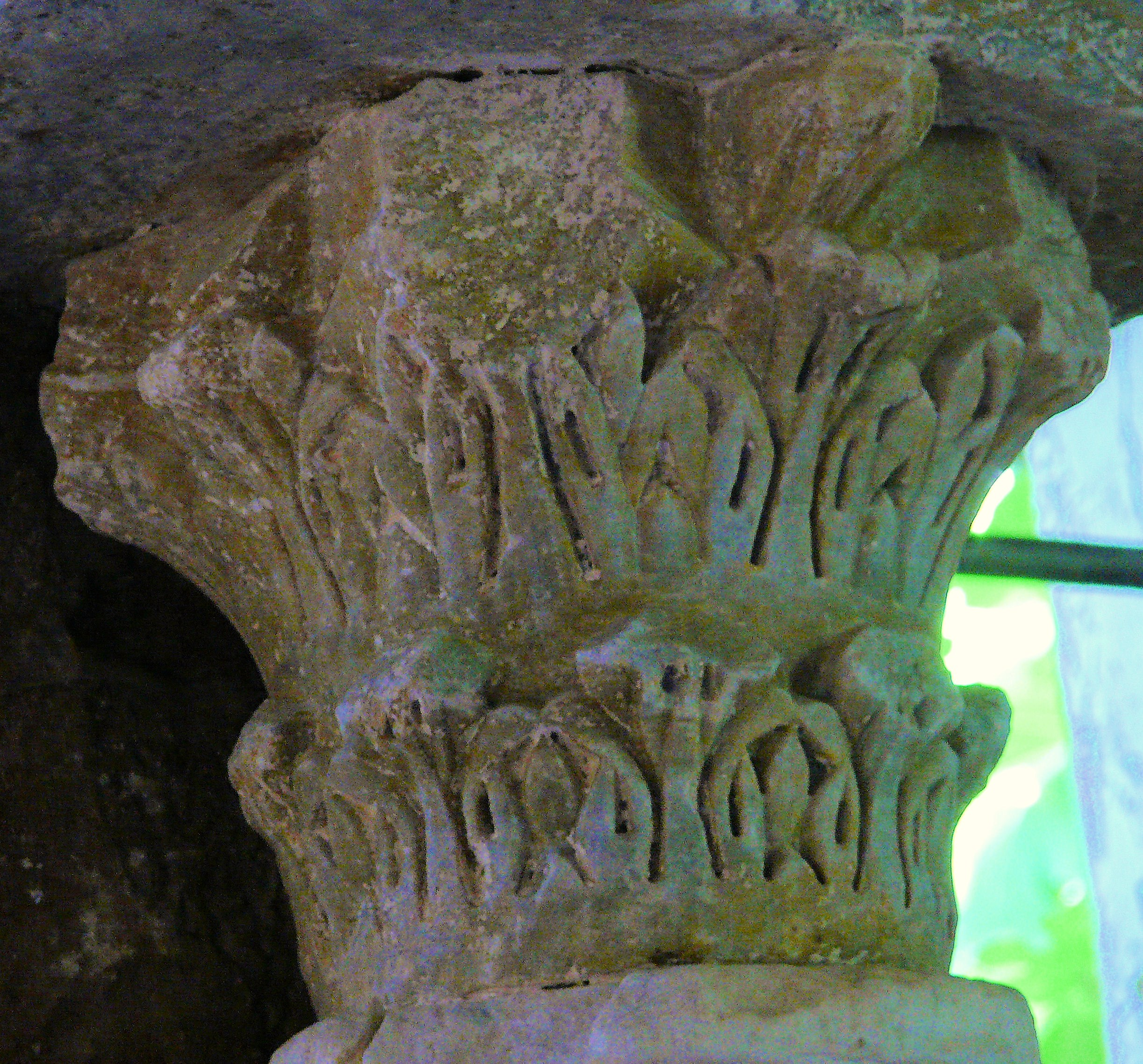
Chapiteau en remploi supportant l'arc outrepassé
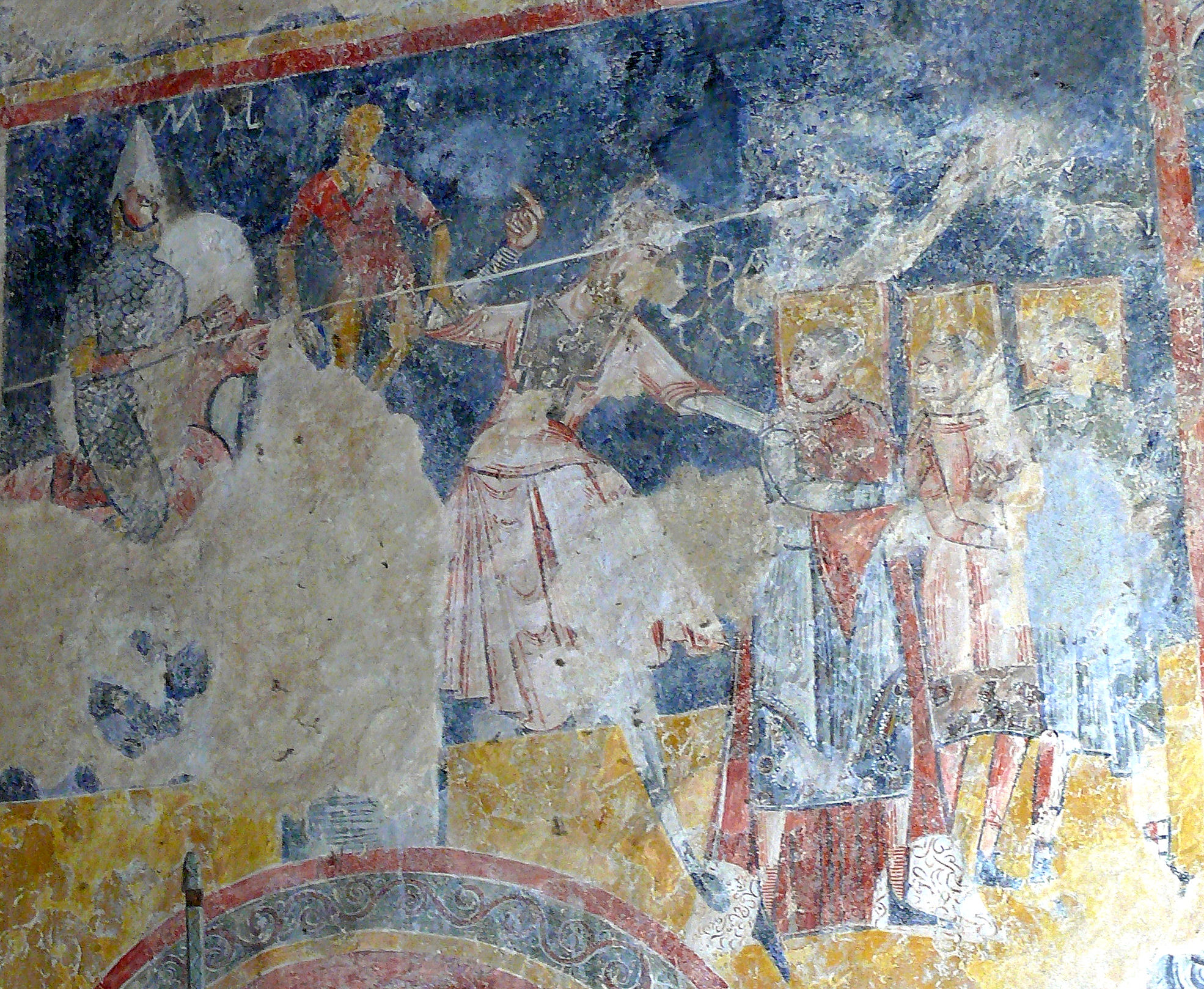
Fresque du chœur : trois Hébreux

## Historique

### Construction
Un monastère carolingien est cité en 893 dans ce lieu. L'édifice actuel est la modeste église rurale d'un prieuré, dont la construction commence au début du XIe siècle par le chœur. À la fin du XIe siècle, deux chapelles sont ajoutées au nord et au sud pour former les bras d'un transept ainsi que la nef. L'église est cédée en 1093 à l'abbaye de Lagrasse. Dans la première moitié du XIIe siècle, des fresques sont peintes sur les murs sud et est du chœur.

### Protection
En 1951, le cyprès attenant à l'église est inscrit comme monument historique ; l'église en elle-même est classé en 1965. Malgré son classement, l'église se détériore peu à peu, la municipalité de Saint-Martin-des-Puits (20 habitants) n'ayant pas les moyens de l'entretenir. L'édifice est soumis aux crues de la rivière et ses fenêtres sont dépourvues de carreaux, ce qui accélère la détérioration des fresques. Ouverte en permanence, elle est par ailleurs victime de vols et de vandalismes : en 2009, la fresque du Christ est martelée. L'association Les Amis du patrimoine de la haute vallée de l'Orbieu est fondée au début du XXIe siècle afin de récolter des fonds visant à la réparation de l'église,. À la suite de cette action, la DRAC et le conseil général aident la commune à entreprendre des travaux d'urgence. L'église est également incluse en 2010 dans la liste des monuments en danger du Fonds mondial pour les monuments.